# قانون الحكم الذاتي لإقليم الباسك لعام 1979
نظام الحكم الذاتي لإقليم الباسك لعام 1979 (الباسك:Euskal Autonomia Erkidegoko Estatutua ؛ الإسبانية: Estatuto de Autonomía del País Vasco)، المعروف على نطاق واسع باسم نظام غيرنيكا (الباسك:Gernikako Estatutua ؛ الإسبانية: Estatuto de Guernica)، هي الوثيقة القانونية التي تنظم النظام السياسي للمنطقة المتمتعة بالحكم الذاتي في إقليم الباسك (الباسك:Euskadiko Autonomi Erkidegoa) التي تضم الأراضي التاريخية في ألافا وبسكاي وجيبوزكوا. وهي تشكل المنطقة إلى واحدة من مناطق الحكم الذاتي المتوخاة في الدستور الإسباني لعام 1978. سمي النظام الأساسي «نظام غيرنيكا» على اسم مدينة غيرنيكا، حيث تمت الموافقة على شكله النهائي في 29 ديسمبر 1978. تم التصديق عليه عن طريق الاستفتاء في 25 أكتوبر 1979، على الرغم من امتناع أكثر من 40٪ من الناخبين. تم قبول القانون من قبل مجلس النواب في البرلمان الإسباني في 29 نوفمبر ومجلس الشيوخ الإسباني في 12 ديسمبر.
كان من المفترض أن يشمل القانون جميع المقاطعات التاريخية التي يسكنها شعب الباسك في إسبانيا، الذين أثبتوا إرادة قوية للاعتراف بهوية ومركز منفصلين، حتى في الأوساط القومية غير الباسكية. ثم وضع مشروع نظام أساسي لبلد الباسك الإسباني ينص على هذا الحث بغية أن يشمل جميع أقاليم الباسك التاريخية. ومع ذلك، جاء المخطط ضد الكثير من المعارضة في نافارا (تأسس حزب Unión del Pueblo Navarro) والدوائر اليمينية والقومية للإدارة المركزية التي لا تزال فرانكو. في بداية الثمانينيات، انحرف الحزب الاشتراكي الإسباني وفرعه الإقليمي أيضًا إلى موقف نافارا فقط، مما مهد الطريق لمجتمع مستقل مستقل
احتفظ النظام الأساسي للحكم الذاتي في إقليم الباسك بروح المخطط الأصلي، وهو السماح بالوسائل اللازمة لتنمية حرية شعب الباسك، بينما يقتصر الآن على مقاطعات ألافا وجيبوزكوا وبسكاي الغربية. على أي حال، يتم التأكيد على إمكانية انضمام نافاري وتوفيرها بقدر ما يتم تحديدهم على أنهم شعب الباسك، إذا كانت هذه هي إرادتهم.
وأنشأت نظاما للحكم البرلماني ينتخب فيه برلمان الباسك المستقل من بين أعضائه الرئيس (رئيس الحكومة) أو لينداكاري. ويجري انتخاب البرلمان بالاقتراع العام ويتألف البرلمان من 75 نائبا، 25 نائبا من كل إقليم من الأقاليم التاريخية الثلاثة في المجتمع. ويتمتع البرلمان بسلطات في طائفة واسعة من المجالات، بما في ذلك الزراعة والصناعة ؛ والباسك (كحق) والإسبانية (كحق وواجب) لغتان رسميتان.
كان التمثيل المتساوي للمقاطعات بغض النظر عن عدد السكان الفعلي غمزة لألافا ونافارا، الأقل اكتظاظًا بالسكان والأقل عرضة لقومية الباسك في المقاطعات. ومع ذلك، يبدو أن مجتمع نافاريز راضٍ عن Amejoramiento del Fuero الحالي
كانت خطة إيباريتكس اقتراحًا لمراجعة النظام الأساسي لتضخيم الحكم الذاتي للباسك الذي قدمه حزب الباسك القومي الحاكم.

## القوانين السابقة
حتى أوائل القرن التاسع عشر، حافظت مقاطعات الباسك على درجة كبيرة من الحكم الذاتي بموجب مواثيقها (أصبحت تُعرف باسم المقاطعات المعفاة)، أي أنها تتمتع بوضع مختلف عن المناطق الأخرى داخل تاج قشتالة/إسبانيا، بما في ذلك الضرائب والجمارك، والتجنيد العسكري المنفصل، وما إلى ذلك)، وتعمل بشكل مستقل تقريبًا.
بعد الحرب الكارلية الأولى (1833-1839)، تم إلغاء الحكم الذاتي واستبداله بقانون التسوية (Ley Paccionada) في نافارا (1841) ونظام مستأجر متناقص في المقاطعات الغربية الثلاث (حتى 1876). بعد الإلغاء المؤكد للمواثيق (نهاية الحرب الكارلية الثالثة)، تم استيعاب القوانين والأعراف السابقة إلى حد كبير في الحكم المركزي الإسباني مع القليل من الاهتمام بالخصوصيات الإقليمية. ونتيجة لذلك، بذلت محاولات من قبل الكارليين والقوميين الباسك وبعض القوى الليبرالية في منطقة الباسك في إسبانيا لإقامة تعاون فيما بينهم واستعادة نوع من التمكين الذاتي («الحكم الذاتي»)، في حين طور الكتالونيون الكومنولث الكتالوني الخاص بهم.
تم تأجيل محاولات وضع قانون موحد للباسك بما في ذلك نافاري مرارًا وتكرارًا حتى وصلت المناسبة على ما يبدو إلى بداية الجمهورية الإسبانية الثانية بقانون لمقاطعات الباسك الأربع. أقرت المقاطعات الأربع جميعها مشروع نظام أساسي للباسك (1931)، لكن الكارليين انقسموا، ولم يحظ مشروع النظام الأساسي لإستيلا لعام 1931 بالدعم الكافي، على خلفية الجدل المحتدم حول صحة الأصوات، وكذلك الادعاءات بوجود ضغوط قوية على الممثلين المحليين لقلب المقياس ضد الخيار التوحيدي (جمعية بامبلونا، 1932).
بعد بدء الأعمال لنظام الباسك الأساسي، تمت الموافقة على اقتراح آخر في نهاية المطاف من قبل حكومة الجمهورية الإسبانية، الغارقة بالفعل في الحرب الأهلية، وهذه المرة فقط بما في ذلك مقاطعات جيبوثكوا وبسكاي وألافا. واقتصرت فعاليتها على المناطق الخاضعة لسيطرة الجمهورية في بيسكاي وأحد أطراف غيبوزكوا